# Henrik Petersson
Henrik Petersson (pronunciado en sueco como [ˈhɛnɾɪk ˈpeːtɛˌʂɔn]) nació en Uppsala, Suecia, el 6 de abril de 1973. Es un matemático, profesor de matemáticas y escritor sueco. Henrik Petersson es un profesor adjunto en la Universidad Tecnológica de Chalmers y trabaja como lector en Hvitfeldtska Gymnasiet, una escuela secundaria en Gotemburgo.

## Biografía
Henrik Petersson ha demostrado temprano su talento deportivo, especialmente por la carrera y el esquí de fondo, así que ha recibido numerosos premios en estas disciplinas. Es en la universidad que descubrió su pasión por las matemáticas.
Obtenía su doctorado en 2001 y era activo como investigador en la Universidad Tecnológica de Chalmers. Entre 2005 y 2008, publicó 12 diferentes obras científicas. Sus investigaciones trataban sobre la dinámica lineara y la teoría operatoria con aplicación teoríca sobre la funcionas.
Petersson es más conocido por su libro Problemlösningens grunder (que se traduces en "Los bases de las problemas matemáticas"), que publicó en 2013. Este libro está activamente utilizando en su enseñanza en Hvitfeldtska Gymnasiet.
En 2019, va a publicar sus terceras y cuartos libros, Avancera I y Avancera II. Van a estar utilizando como una alternatíva a los libres de matemáticas actuales, con diferencia mayor su estilo que se acerca a él utilizando por los livres de la universidad.

## Carrera profesional
Petersson está enseñando el curso de matemáticas por la línea de especialización matemática en Hvitfeldtska Gymnasiet, una variante de la filiera naturela.
Gracias a su enseñanza en Hvitfeldtska, numerosos de sus alumnos han logrado en varios áreas matemáticas, nacionales y internacionales. El ejemplo más reciente son cuatro de sus alumnos que participaron en la selección del equipo nacional por la Olimpiada Internacional de Matemática, Skolornas matematiktävling (SMT).
En paralelo con su enseñanza, Petersson administra una plataforma en la rez por los estudiantes de liceo que se interesan a las matemáticas, de manera más larga que si les encontraría en persona. La enseñanza consiste en diferentes "modules" que tratan de diferentes áreas de matemáticas, y su sitio es financiado con la fundación Solstickan.